# Élections régionales de 1959 en Sicile
Les élections régionales pour le renouvellement de l'Assemblée régionale sicilienne ont eu lieu le 7 juin 1959. Le taux de participation était de 85,7%.

## Histoire
Lors des élections de 1955, la Démocratie chrétienne avait obtenu 37 députés, dont 4 dissidents formant chrétiens sociaux, les communistes 20 sièges, les socialistes nenniens 10, les néo-fascistes 9, autant que les monarchistes, les libéraux 3, les socialistes saragatiens et les républicains 2, et deux indépendants.
Forte de la popularité de Milazzo, ancien démocrate chrétien rebelle contre Rome par son union avec les communistes et le MSI, l'Union des chrétiens sociaux, dont la dissidence est condamnée par le Saint-Office et son relai, le cardinal Ruffini, obtient 10,6 % des suffrages et neuf sièges sur 90, mettant en échec la volonté de la DC et de l’Église de faire rentrer dans le rang l'électorat catholique. 
Cependant, l'Union chrétienne-sociale sicilienne est désavantagé par le système électoral de l'île (elle obtient ainsi plus de voix mais moins de sièges que le PSI) et les Démocrates chrétiens obtiennent le même score qu'au précédent scrutin malgré la scission milazziste. Comme envisagé, les socialistes nenniens progressent, mais moins que prévu. Le score du PCI est stable. En revanche, l'extrême droite perd des voix, en particulier les monarchistes, pourtant réunifiés au sein du Parti démocratique italien, et dans une moindre mesure des néofascistes et les libéraux. 
Pour tenter de faire chuter le président sortant, la démocratie chrétienne, le Mouvement social italien (néo-fasciste), le parti libéral et le parti démocratique monarchiste signent un accord de principe pour une gouvernance commune un mois après l'élection.
Milazzo parvient toutefois à rester président malgré la réticence du Mouvement social italien à le soutenir, en raison de la signature d'un pacte anticommuniste avec les chrétiens-démocrates, tandis que le PSI et PCI confirment leur alliance avec l' Union chrétienne sociale sicilienne. Pour la première fois, la politique sicilienne se divise entre une solution de centre-gauche, incarnée par la deuxième phase du milazzisme et une de centre-droit, unissant DC, MSI et monarchistes. 
Cependant, le 23 février 1960, Milazzo fait face à la défection de son adjoint et ministre des Finances Benedetto Majorana della Nicchiara, qui rallie la DC et devient président de la région : après un bref retour au régime politique centriste, la Sicile a ouvert la voie à une nouvelle majorité de gouvernement centrée sur l'ouverture du DC à gauche (en particulier au PSI, à l'exclusion des communistes), qui a donné naissance au gouvernement de Giuseppe D'Angelo.

## Résultats
| Parti | Parti                                            | voix      | %      | sièges |
| ----- | ------------------------------------------------ | --------- | ------ | ------ |
|       | Démocratie chrétienne (DC)                       | 937,734   | 38,6%  | 33     |
|       | Parti communiste italien (PCI)                   | 476.151   | 19,6%  | 20     |
|       | Union chrétienne sociale sicilienne              | 257.023   | 10,6%  | 9      |
|       | Parti socialiste italien (PSI)                   | 237,708   | 9,8%   | 12     |
|       | Mouvement social italien (MSI)                   | 183 788   | 7,6%   | 8      |
|       | Parti démocrate italien (PNM)                    | 115 296   | 4,7%   | 3      |
|       | Parti libéral italien (PLI)                      | 90 890    | 3,7%   | 2      |
|       | Parti social-démocrate italien (PSDI)            | 52 583    | 2,2%   | 2      |
|       | Liste PCI locale                                 | 42 460    | 1,7%   | 1      |
|       | Parti républicain italien (PRI)                  | 7 536     | 0,3%   | -      |
|       | Mouvement pour l'indépendance de la Sicile (MIS) | 2 254     | 0,1%   | -      |
|       | Autres listes                                    | 25.797    | 1,1%   | -      |
| Total | Total                                            | 2 426 220 | 100,00 | 90     |
|       |                                                  |           |        |        |

## Élus
- Groupe communiste (21) : Nicolo Cipolla (Palerme), Letizia Colajanni (Caltanissetta), Pompeo Colajanni (Palerme), Faust D'Agata (Syracuse), Paolo D'Antoni (Trapani), Antonio Di Bella (Catane), Rosario Iacono (Raguse), Epifanio La Porta (Syracuse), Emanuele Macaluso (Caltanissetta), Vincenzo Marraro (Catane), Agostino Messana (Trapani), Giuseppe Meceli (Palerme), Guglielmo Nicastro (Raguse), Mario Ovazza (Catane), Eduardo Pancano (Agrigente), Giuseppe Prestipino Giarritta (Messine), Francesco Renda (Agrigente), Salvatore Rindone (Catane), Ferdinando Russo (Palerme), Carmelo Santangelo (Catane), Girolamo Scaturro (Agrigente), Emanuele Tuccari (Messine), Antonino Varvaro (Palerme).
- Groupe Union sicilienne chrétien social (9) : Antonio Barone (Trapani), Giuseppe Bizzini (Catane), Giuseppe Caltabiano (Catane), Ludovico Corrao (Trapani et Palerme), Gioacchino Germana (Palerme), Benedetto Majorana della Nicchiara (Catane), Silvio Milazzo (Catane et Messine), Francesco Pavone (Messine), Giuseppe Romano Battaglia (Palerme), Giuseppe Signorino (Agrigente), Andrea Spano (Trapani), Giovanni Tepedino (Palerme).
- Groupe Démocratique italien - Monarchistes (3) : Annibale Bianco (Messine), Sergio Marullo (Messine), Antonino Paterno di Roccaromana (Catane), Ernesto Pivetti (Palerme).
- Groupe libéral (3) : Alfonso Di Benedetto (Palerme), Vincenzo Faranda (Messine), Vincenzo Trimarchi (Messine).
- Parti socialiste démocratique italien (1) : Bino Napoli.
- Groupe Mouvement social italien (9) : Antonino Buttafuoco (Enna), Mario Crescimanno (Palerme), Gaetano La Terza (Catane), Cataldo Grammatico (Trapani), Ettore Mangano (Agrigente), Giuseppe Mongelli (Caltanissetta), Antonio Occhipinti (Caltanissetta), Domenico Pettini (Messine), Giuseppe Rubino (Syracuse), Giuseppe Seminara (Palerme).
- Groupe socialiste (11) : Camillo Bosco (Catane), Serafino Calderaro (Palerme), Giuseppe Carnazza (Raguse), Salvatore Carollo (Syracuse), Salvatore Fagone (Catane), Gaetano Franchina (Messine), Gustavo Genovese (Palerme), Filippo Lentini (Agrigente), Antonino Marino (Trapani), Calogero Mangano (Caltanissetta), Mario Martinez (Catane), Michele Russo (Enna).
- Groupe démocrate chrétien (34) : Giuseppe Alessi (Caltanissetta), Raffaele Avola (Raguse), Angelo Bonfiglio (Agrigente), Isidoro Bombonati (Palerme), Umberto Canepa (Palerme), Domenico Cangialosi (Trapani), Vincenzo Carollo (Palerme), Giuseppe Celi (Messine), Salvatore Cimino (Palerme),Francesco Coniglio (Catane), Giuseppe D'Angelo (Enna), Paolo De Grazia (Catane), Pietro Di Benedetto (Caltanissetta), Natale Di Napoli (Messine), Mario Fasino (Palerme), Antonino Germana (Messine), Vincenzo Giummarra (Raguse), Attilio Grimaldi (Catane), Antonio Intrigliolo (Raguse), Rosario Lanza (Caltanissetta), Giuseppe La Loggia (Agrigente), Barbaro Lo Giudice (Catane), Gaetano Lo Magro (Syracuse), Francesco Marino (Palerme), Giacomo Muratore (Palerme), Rosario Nicoletti (Palerme), Giovanni Nigro (Syracuse), Vincenzo Occhipinti (Trapani), Vincenzo Ojeni (Messine), Raffaelo Rubino (Agrigente), Giuseppe Russo (Catane), Giuseppe Sammarco (Enna), Carmelo Santalco (Messine), Ferdinando Stagno d'Alcontres (Messine), Domenico Tosto (Catane), Mario Zappala (Catane).